# Prophorinia proletaria
Prophorinia proletaria är en tvåvingeart som beskrevs av Townsend 1927. Prophorinia proletaria ingår i släktet Prophorinia och familjen parasitflugor. Inga underarter finns listade i Catalogue of Life.